# Pedro Cays
Die Pedro Cays sind eine Inselgruppe innerhalb der Pedro Bank. Sie gehören zum Staatsgebiet Jamaikas, von dessen Südküste sie 97 Kilometer entfernt sind. 

## Verwaltung
Die Pedro Cays werden verwaltungsmäßig zum Kingston Parish gerechnet.

## Geographie
Die Cays bestehen aus vier Inseln, Northeast Cay, Middle Cay, Southwest Cay und South Cay mit einer Fläche zwischen 15,2 und 0,2 Hektar. Sie sind mit Büschen und einigen Bäumen bewachsen. Schildkröten und Vögel nutzen sie zur Eiablage. Im Norden der Hauptinsel Northeast Cay steht der Leuchtturm Pedro Cays Lighthouse.
- Northeast Cay (Top Cay) 7,5 Hektar
- Middle Cay 4,0 Hektar
- Southwest Cay 15,2 Hektar
- South Cay 0,2 Hektar

Drei kleinere Felsen (Korallenoolithe) ragen 50 bis 60 cm aus dem Wasser:
- Portland Rock (auch Eastern Pedro Cay)
- Blower Rock
- Shannon Rock

Daneben gibt es eine Anzahl kleiner untermeerische Felsen auf der Pedro Bank, wie Banner Reef, Southwest Rock, Willsteed Rock, Doyle Shoal und Powell Knoll.
Der Morant and Pedro Cays Act von 1907, der auch die Morant Cays betrifft, war eines der ersten Umweltschutzgesetze Jamaikas. Zur Einhaltung der Bestimmungen wurde auf Middle Cay eine Station der Jamaica Defence Force Coast Guard eingerichtet. Ansonsten sind die Inseln unbewohnt. Zugang für Touristen ist eingeschränkt möglich, ebenso wie Fischerei.
Die Hauptinseln sind umgeben von Korallenriffen und ausgedehnten Seegrasfeldern.